# Жуковський Валерій Францевич
Валерій Францевич Жуковський (біл. Валерый Францэвіч Жукоўскі, нар. 21 травня 1984, Ліда, БРСР, СРСР) — білоруський футболіст, півзахисник футбольної команди «Динамо (Мінськ)».
14 грудня 2015 року стало відомо про укладення угоди з мінським «Динамо».

## Титули та досягнення
- Володар Кубка Білорусі (1):

«Нафтан»: 2011-12